# Shenzhen Luohu Challenger 2024
Il Shenzhen Luohu Challenger 2024 è stato un torneo di tennis professionistico. È stata la 2ª edizione del torneo maschile, facente parte della categoria Challenger 75 nell'ambito dell'ATP Challenger Tour 2024, con un montepremi di 82 000 $. È stata la 1ª edizione del torneo femminile, facente parte della categoria W50 con un montepremi di 40 000 $ Si è giocato dal 22 al 28 aprile 2024 sui campi in cemento del Luohu Tennis Center di Shenzhen, in Cina.

## Partecipanti

### Teste di serie
| Nazionalità | Giocatore         | Ranking* | Testa di serie |
| ----------- | ----------------- | -------- | -------------- |
| Australia   | James Duckworth   | 104      | 1              |
| Australia   | Adam Walton       | 129      | 2              |
| Giappone    | Yasutaka Uchiyama | 167      | 3              |
| Sudafrica   | Lloyd Harris      | 171      | 4              |
| Italia      | Mattia Bellucci   | 180      | 5              |
| Kazakistan  | Denis Yevseyev    | 185      | 6              |
| Cina        | Bu Yunchaokete    | 186      | 7              |
| Hong Kong   | Coleman Wong      | 188      | 8              |
| Australia   | Li Tu             | 193      | 9              |

* Ranking al 15 aprile 2024.

### Altri partecipanti
I seguenti giocatori hanno ricevuto una wild card per il tabellone principale:
- Sun Fajing
- Te Rigele
- Zhou Yi

I seguenti giocatori sono entrati in tabellone come alternate:
- Alibek Kachmazov
- Luke Saville
- Philip Sekulic

I seguenti giocatori sono passati dalle qualificazioni:
- Altuğ Çelikbilek
- Ričardas Berankis
- Rio Noguchi
- Rémy Bertola
- James Trotter
- James McCabe

Il seguente giocatore è entrato in tabellone come lucky loser:
- Hiroki Moriya

## Punti e montepremi
| Torneo    | Torneo              | V     | F     | SF    | QF    | 2T    | 1T  | Q | Q2  | Q1  |
| Singolare | Punti               | 75    | 44    | 22    | 12    | 6     | 0   | 4 | 2   | 0   |
| Singolare | Premi in denaro ($) | 9 880 | 5 820 | 3 450 | 2 000 | 1 165 | 720 | – | 360 | 185 |
| Doppio    | Punti               | 75    | 44    | 22    | 12    | –     | 0   | – | –   | –   |
| Doppio    | Premi in denaro ($) | 4 250 | 2 450 | 1 480 | 880   | –     | 500 | – | –   | –   |

## Campioni

### Singolare maschile
Lloyd Harris ha sconfitto in finale  James Duckworth con il punteggio di 6–3, 6–3.

### Singolare femminile
Lanlana Tararudee ha sconfitto in finale  Yufei Ren con il punteggio di 6(5)–7, 6–3, 6–2.

### Doppio maschile
Yuta Shimizu /  James Trotter hanno sconfitto in finale  Wang Aoran
 Zhou Yi con il punteggio di 7–6(5), 7–6(4).

### Doppio femminile
Arianne Hartono /  Prarthana Thombare hanno sconfitto in finale  Madeleine Brooks /  Eudice Chong con il punteggio di 6–3, 6–2.